# Marc Abélès
Marc Abélès (1950) è un antropologo francese.

## Biografia
Studente dell'École Normale, titolare di un dottorato di 3° ciclo e di un dottorato di stato in antropologia, ha consacrato i suoi primi lavori, sotto la direzione di Claude Lévi-Strauss, alle pratiche politiche di una società dell'Etiopia meridionale (Ochollo). Entrato al CNRS, è stato membro del "Laboratoire d'Anthropologie Sociale" dal 1979 al 1995. Ha condotto ricerche sulla politica e le istituzioni nei contesti francese ed europeo, riprendendo numerose questioni già toccate a proposito degli Ochollo.
L'elezione, le pratiche assembleari, il simbolismo politico sono alla base dei suoi lavori sulla vita politica in Borgogna  ("Jours tranquilles en 89", 1989), sui rituali di François Mitterrand ("Anthropologie de l'État", 1990), sull'Assemblée nationale ("Un ethnologue à l'Assemblée", 2000), sugli ostacoli della rappresentazione politica ("L'Echec en politique", 2005) e sul Parlamento europeo ("La vie quotidienne au Parlement européen", 1992). Nel 1993, su richiesta della Commissione europea, ha diretto una ricerca antropologica in seno all'organismo.
Più di recente le sue ricerche lo hanno portato nella Silicon Valley, dove si è interessato alla filantropia e alle fondazioni degli Stati Uniti, con l'intento di mettere in luce la specificità culturale e politica dei rapporti tra pubblico e privato nel contesto americano. Circa la questione del dono, così come sulla questione della produzione dei servizi di interesse generale, si tratta di far emergere le differenze che separano l'approccio francese da quello statunitense. (Les Nouveaux riches. Un ethnologue dans la Silicon Valley, 2002), e infine a una riflessione antropologica generale, prendendo in considerazione i progressi degli ultimi venti anni sia in Francia che all'estero in merito agli studi sulle società contemporanee.
Affronta la questione per cui l'antropologia può rendere problematici i processi culturali e politici connessi alla globalizzazione, la dislocalizzazione della politica e le nuove leggi che la investono: non più lo Stato – Nazione, ma dispositivi come l'Unione Europea e le istituzioni transnazionali. Prende in considerazione le modifiche nel nostro rapporto con il tempo, dal momento che il futuro e il virtuale sono divenute una modalità costitutiva della contemporaneità ("Politique de la survie", 2006).
Dal 1990 al 1998 ha fatto parte del Comitato nazionale del CNRS. Dirige il "Laboratoire d'Anthropologie des Institutions et des Organisations Sociales" che ha contribuito a fondare nel 1995. Nel 2005 è stato eletto "directeur d'études" all'EHESS dove insegna Antropologia delle istituzioni. È stato visiting scholar alla Brown University (1997), alla Stanford University (2000), e professore invitato alla New York University (2004), alla Boston University (2006) e all'Universidad de Buenos Aires (2006).

## Temi di ricerca
Il lavoro di Marc Abélès riguarda lo statuto del potere politico, la maniera in cui si istituzionalizza, gli spazi che esso circoscrive, i rituali che mobilita. Le sue ricerche vertono su tre temi distinti. Nell'ambito del prolungamento dei suoi lavori sull'elezione, prepara un'opera sulla campagna presidenziale francese del 2007. In secondo luogo, sviluppa ricerche sui nuovi luoghi della governance globale, e specialmente sui casi delle organizzazioni implicate nella regolazione del commercio mondiale. Ha condotto infine una riflessione che darà materia a un'opera sull'antropologia confrontata all'esperienza della globalizzazione.